# Estação Joana Bezerra
A Estação Joana Bezerra é uma das estações do Metrô do Recife, sendo a segunda mais próxima do centro da capital. O movimentado terminal de ônibus integrado a ela permite acesso (direto ou indireto) a um grande número de bairros das cinco maiores cidades da região: Recife, Olinda, Jaboatão dos Guararapes, Camaragibe e Paulista.

## Localização
Está situada quase sob o Viaduto Papa João Paulo II, um dos principais acessos entre a Zona Sul e a Zona Norte do Recife. Na Linha Centro está entre as estações Estação Recife e Estação Afogados. Na Linha Sul está entre as estações Estação Recife e Estação Largo da Paz

## Características
Formada por três plataformas: uma tendo com destinos finais as estações Estação Camaragibe e Estação Jaboatão, a do meio com destino à Estação Recife (para o trem da linha Centro) por um lado e para a Estação Cajueiro Seco (para o trem da linha Sul) noutro e a última plataforma servindo exclusivamente à linha Sul e com destino à Estação Recife. Faz integração com o Terminal Integrado de Joana Bezerra (Sistema Estrutural Integrado).

## Terminal Integrado (SEI)
A estação possui um terminal integrado com 10 linhas de ônibus:
- 021 - TI Joana Bezerra / Shopping RioMar (Borborema Imperial)
- 026 - TI Aeroporto / TI Joana Bezerra (Borborema Imperial)
- 080 - Joana Bezerra / Boa Viagem (Borborema Imperial)
- 101 - Circular TI Recife / TI Joana Bezerra (Boa Vista) (Empresa Metropolitana)
- 104 - Circular TI Recife / TI Joana Bezerra (IMIP) (Empresa Metropolitana)
- 825 - Jardim Brasil / Joana Bezerra via Encruzilhada ou Via Odorico Mendes (Caxangá)
- 861 - TI Xambá / TI Joana Bezerra (Caxangá)
- 1909 - TI Pelópidas / TI Joana Bezerra (Conorte)
- 1913 - TI PE-15 / TI Joana Bezerra (Conorte)
- 2043 - TI CDU / TI Joana Bezerra (Parador) (Mobi Brasil)Com a paralisação do funcionamento para manutenção preventiva aos domingos[2] e ocasionalmente:

- 858 - TI Joana Bezerra / TI Afogados / TI Barro (Empresa Metropolitana/Caxangá)